# Amara kaszabiella
Amara kaszabiella (лат.) — вид жуков-тускляков из семейства жужелиц подсемейства харпалин. Ближний Восток (Ирак, Иран, Иордания, Сирия).

## Описание
Длина тела 7—9 мм. Заднее крыло полностью развито и, вероятно, жук способен к полёту. Одноцветный красновато-жёлтый, только кончики мандибул чёрные. Голова сильно утолщена, на лбу непунктированная, с двумя надглазничными волосками; лобные борозды короткие и неглубокие. Глаза сильно выступают. Последние членики пальп слегка веретенообразные, довольно тупые на конце. Верхняя губа слабо вогнута. О биологических особенностях этого вида сведения отсутствуют. Известен только по экземплярам из стран Ближнего Востока (Ирака, Ирана, Иордании, Сирии).
Вид был впервые описан в 1983 году немецким энтомологом Fritz Hieke (1930—2015) и выделен в монотипический подрод Bradytodema Hieke, 1983. Таксон назван в честь венгерского колеоптеролога Зольтана Касаба, крупного специалиста по жукам. Для вида и подрода характерны, в том числе, следующие признаки. Голова утолщённая, с гладким лбом, а также двумя надглазничными порами. Простернальный отросток не окаймлён или окаймлён нечётко, вооружён 4-8 короткими щетинками. Переднегрудь самца в центре с пунктированной областью или пунктированной ямкой. Срединные стерниты брюшка у заднего края с 2-3 щетинконосными порами с каждой стороны, а также у переднего края с неравномерным рядом мелких пунктур, содержащих короткие щетинки. Передние голени с одним заострённым терминальным шипом. Все ноги с более чем пятью длинными щетинками на нижней стороне. Левый парамер гениталий с крупным конечным крючком, гоностили крупные, широкие и пунктированные. По строению этот вид сходен с некоторыми видами подрода Amathitis, особенно с A. rufescens, но также сходен с A. fedtschenkoi и можно сравнить с A. cavdionotu.

## Распространение и экология
Обнаружен в пустынях и полупустынях от Иордании и Сирии на западе до Ирака и западного Ирана на востоке. Возможно, также на севере Саудовской Аравии. Обитает в пересыхающих руслах рек, вади, и может быть найден здесь под камнями, лежащими на ещё влажном песке. Вероятно, это недолговечный, крайне эфемерный вид.